# زيفاء
زَيْفَاء (الاسم العلمي: Daphniphyllum)، جنس شُجيرات مزهرة دائمة الخضرة، وهو الجنس الوحيد في فصيلة الزيفائيات. ووصف بأنه جنس في عام 1826.
مواطنه الرئيسية شرق وجنوب شرق آسيا، ولكن يوجد أيضًا في شبه القارة الهندية وغينيا الجديدة.